# Auriculariopsis
Auriculariopsis Maire (uszaczek) – rodzaj grzybów należący do rodziny rozszczepkowatych (Schizophyllaceae). Według 10 edycji Dictionary of the Fungi jest to synonim rodzaju Schizophyllum.

## Systematyka i nazewnictwo
Pozycja w klasyfikacji: Schizophyllaceae, Agaricales, Agaricomycetidae, Agaricomycetes, Agaricomycotina, Basidiomycota, Fungi (według Index Fungorum).
Synonim naukowy Cytidiella Pouzar.
Nazwę polską podał Władysław Wojewoda w 1973 r. Jedyny występujący w Polsce gatunek, wcześniej zaliczany do tego rodzaju (uszaczek kosmaty Auriculariopsis ampla) według Index Fungorum należy obecnie do rodzaju Schizophyllum jako Schizophyllum amplum.
Gatunki:
- Auriculariopsis albomellea (Bondartsev) Kotl. 1988
- Auriculariopsis lanata (W.B. Cooke) Ryvarden 2010
- Auriculariopsis melzeri (Pouzar) Stalpers 1988
- Auriculariopsis patelliformis (Burt) Ryvarden 2010

Wykaz gatunków i nazwy naukowe na podstawie Index Fungorum.